# California Über Alles
California Über Alles je první singl americké punk rockové skupiny Dead Kennedys. Nahrávka byla vydána v červnu 1979 vydavatelstvím Optional Music spolu se skladbou "The Man with the Dogs" na B-straně. Skladba California Über Alles je součástí debutového alba Fresh Fruit for Rotting Vegetables (1980), a jedna z verzí tohoto singlu se společně s B-stranou nachází i na kompilačním albu Give Me Convenience or Give Me Death (1987).
Česká coververze
Pod názvem „Na Kovárně, to je nářez“ ji nahrála skupina Tři sestry. Na stejnojmenném albu z roku 1990 se ale tato skladba nenachází.